# Bassus bicristatus
Bassus bicristatus är en stekelart som först beskrevs av Günther Enderlein 1920.  Bassus bicristatus ingår i släktet Bassus och familjen bracksteklar. Inga underarter finns listade.